# آسپن‌دیل، ویکتوریا
آسپن‌دیل (به انگلیسی: Aspendale) یک حومه شهر در استرالیا است که در ویکتوریا (استرالیا) واقع شده‌است.